# مدرسة الفلاح (دبي)

الشيخ محمد على زينل مؤسس مدرسة الفلاح

 مدرسة الفلاح  إحدى أربع المدارس القديمة في دبي منها: المدرسة السالمية و
مدرسة السعادة والمدرسة الأحمدية (دبي)، أسسها تاجر اللؤلؤ التاجر الحجازي المعروف الشيخ
محمد علي رضا زينل في عام 1927 للميلاد في منطقة بر دبي. ولمزيد من الفائدة نذكر أن « الشيخ محمد علي رضا زينل » زار مدينة دبي في وقت سابق على ذلك ووقف بنفسه على مدى احتياج البلاد لنشر العلم وإنشاء المدارس. لذلك أسَس مدرسة الفلاح المذكورة ببر دبي. في عمارة(1) الشيخ المر بن حريز والد الشيخة حصة بنت المر. ويقع مكانها حالياً بجانب مبنى وزارة المالية في بر دبي. وكانت عبارة عن أرض واسعة مسورة بحائط يشغل واجهتها بناء أرضي مستطيل مقسم إلى دكاكين بأبواب وشبابيك كثيرة يستغلّ عمارة للبيع والشراء.

## تأسيس مدرسة الفلاح
كان تأسيس المدرسة حسب ما يتذكره بعض المعاصرين لها في حدود عام1346هـ الموافق 1927 م، وان كان هذا التذكر ليتأيد بما يشبه التأكيد من أن إنشاء المدرسة كان سابقاً على عام 1348هـ. لأن الشيخ أحمد بن عبد الله بن ظبوي يروي بأنه أدخل مدرسة الفلاح وهو صغير للدراسة في عام 1348 للهجرة. وكان الشيخ محمد نور سيف وقتها في المدرسة وان دخوله للمدرسة كما يروي الشيخ ابن ظبوي لم يكن من بداية تأسيسها وانما بعد فترة من ذلك. فيما يعني افتتاحها قبل ذلك العام. لذلك فان عام 1346 هـ هو العام الذي أنشئت فيه مدرسة الفلاح ببردبي ان لم يكن ذلك حسب تقديري. 

## عبد الرحمن بن حافظ مديراً للمدرسة
وما يزيد هذا التأكيد أنني حصلت على شهادة صادر للطالب أحمد بن سعيد بن غباش من مدرسة الفلاح بدبي في 25 جمادي الثانية سنة 1348 هـ الموافق 27/11/1929م، بأمضاء مديرها الشيخ عبد الرحمن بن حافظ تفيد نجاح الطالب من الدرجة الثالثة إلى الدرجة الرابعة. أي من الفصل الثالث إلى الفصل الرابع، بالرتبة الأولى. ويبين منها عدد المواد الدراسية لهذه السنة وتقديرات الطالب فيها مع الدرجات في جميع المواد وبجانبه مجموع الدرجات الكاملة وكلمة « اليكون» (2). وقد حصل الطالب المذكور وقتها على 148 درجة من مجموع 150 درجة. وهذه الشهادة مطبوعة بالمطبعة الحجازية كما هو مكتوب على جانب منها، والتي يفيد الأستاذ عمران سالم العويس أن مقرها كان في مدينة بومباي باالهند.

## الدروس المقررة على الطلبة
الدروس المقررة على الطلبة في الفصل الثالث كما يبين من الشهادة هي:
1. القرآن الكريم نظراً.. أي تلاوة.
2. حفظ جزء تبارك وعمّ.
3. حديث.
4. التوحيد.
5. فقه.
6. السيرة النبوية.
7. التجويد.
8. أخلاق.
9. النحو.
10. الحساب.
11. الخط.
12. إملاء.
13. السلوك.
14. المواظبة.

والمتمعّن في هذه المواد للفصل الثالث في ذلك الوقت مقارناً بها المواد المقررة على ذات الفصل في حاضرنا المعاصر يجد انها أكثر من حيث العدد حيث يبلغ مجموعها إحدى عشرة مادة فضلا عن مادة الأخلاق والسلوك والمواظبة، ويرى كذلك انها مواد أكثر عمقا ومستوى من المواد الحاضرة، بما يجعل مستوى ما يحصل عليه الطالب في السابق من العلوم الدينية والعربية أفضل من تحصيله في هذا الوقت.

## التعليم النظامي
يمكنني أن أذهب بأن التعليم النظامي بدأ في البلاد بتأسيس  مدرسة الفلاح  عام 1346هـ. وان كان قبل ذلك موجوداً في « المدرسة الأحمدية » لدى الأساتذة الزبيريين ولكنه كان نسبياً غير مكتمل البنية والتفاصيل. ولكن بإنشاء « مدرسة الفلاح » أصبح التعليم لدينا نظامياً في جميع أحواله. فهناك المدرسون الأكفاء، والمواد الدراسية، والفصول الدراسية، والحضور والغياب للطلبة، والأختبار السنوي النهائي حيث أشير في نهاية الشهادة بأن الطالب فد أجرى عليه الاختبار السنوي، وغير ذلك من الأمور المتعلقة بالعملية التعليمية والتربية في أجمل وأشرق صورها. والطالب صاحب هذه الشهادة هو احمد بن سعيد بن غباش عضو المجلس الوطني الاتحادي السابق. وفي هذه الشهادة ما يؤكد إنشاء مدرسة الفلاح بدبي قبل عام 1348 للهجرة، بفترة أي في عام 1346 هـ. أو قبل ذلك. لأن استتاب تنظيم المدرسة وترتيب أمورها وطبع شهادات لطلبتها يحتاج لوقت كافٍ.

## اهتمام الشيخ محمد على زينل بالمدرسة
لقد وفر الشيخ محمد علي رضا زينل لمدرسة الفلاح كامل احتياجاتها من المدرسين والكتب والمصاريف اللازمة. واغدق عليها من كرمه وفيض سخائه الخيّر المعروف عنه. ولم تعرف المدرسة في عهده أيّ حاجة لغيره. فقد كفاها وأسبغ عليها من عطائه ما مكَنها من أداء رسالتها التعليمية على خير وجه. وكان يهتم بها اهتماماً بالغاً ويرعاها بعناية فائقة فقد كانت تعيش في قلبه ووجدانه. وكان يأتي لزيارتها بين الفينة والأخرى، فيفرح بقدومه ويستبشر لزيارته. ويخرج الأهالي للترحيب به. ويستقبله الحكام بحفاوة وتقدير بالغ. وتقام له الاحتفالات في المدرسة تعبيراً عما تكنه الصدور له من حب ومودة، وابتهاجاً بهذه المناسبة التي يشرف فيها المدرسة ليرى بعينه ثمار غرسه ولم تقتصر سخاؤه على مدرسة الفلاح وحدها. وانما شمل برعايته المدارس الأخرى الموجودة في الساحة وقتها كالأحمدية والسعادة أيضاً فساهم في تمويلها والصرف عليها. كما وأسس مكتبة ملحقة بالمدرسة تحت اسم
« مكتبة الفلاح » رفدها بأنواع الكتب والمراجع خدمة للعلم والثقافة فجزاه الله لما قدم خير الجزاء وأجزل المثوبة. انه سميع الدعاء.
وما يجدر ذكره عن هذا الرجل أنه كان طموحاً لأن يقدم إلى التعليم في دبي مساهمة أكبر وأجدى، فكان ينوي بناء مدرسة كبيرة تحت اسم (الفلاح) تضم فصولاً وأقساماً كثيرة، وقد بدأ فعلاً في تنفيذ ما عزم عليه، فاستحصل من الشيخ سعيد بن مكتوم آل مكتوم على قطعة أرض كبيرة في بر دبي بجانب المدرسة القديمة للفلاح، من جانبها الغربي وقام بتسويرها تمهيداً لإقامة مدرسة نموذجية، تستوعب جميع الطلاب دراسيةً وإقامةً. وأحضر خرائط تصميمات مدرسة الفلاح بــجدة ليقام مبنى هذه المدرسة على غرار تلك الموجودة في مدينة جدة بالسعودية، في كامل شكلها وتفصيلاتها. ولو قدر لهذا المشروع أن يتم لكان معلماً تاريخياً وتعليمياً مهماً في حياة هذا البلد.
ولكن حال بين الشيخ محمد على زينل وبين هذه الأمال العريضة والطموحات الخيرية الهادفة الصادقة ما آل إليه وضعه المادي وحالته الاقتصادية الصعبة بسبب انهيار سوق اللؤلؤ. فبقي السور قائماً بعده شاهداً على حسن نواياه وصدق سريرته. وجدية مساهماته في مجال تعليم أبناء هذا البلد في وقت يعتبر التعليم فيه من أمس وأهم حاجات المجتمع وأرفع مطالبه التي يعجز عن تحقيقها. لقد استعملت قطعة الأرض هذه المسورة بعده للتدريس، فبُنيَت فيها فصول من السعف النخيل لهذه الغرض تحت اسم الفلاح أيضاً احياء لذكرى هذه المدرسة ومؤسسها « الشيخ محمد علي رضا زينل » واستمر التدريس فيها إلى أن توقف في فترة لاحقة بمجيء البعثة الكويتية للتدريس وذلك في عام 1956 للميلاد حيث انتقل التدريس منها إلى المدرسة الأحمدية.
قالب:مدارس دبي قديماً
1. العمارة : هو مايشبه في الوقت الحاضر الوكالة التجارية، وهو عبارة عن مكان واسع لبيع مواد معينة كعمارة الحباي في السبخة لبيع الخضار والفواكة مثلاً، وغيرها من العمارات المتخصصة في مواد أخرى.
2. اليكون : بمعنى المجموع.